# 981 (numero)
Novecentottantuno (981) è il numero naturale dopo il 980 e prima del 982.

## Proprietà matematiche
- È un numero dispari.
- È un numero composto con 6 divisori: 1, 3, 9, 109, 327, 981. Poiché la somma dei suoi divisori (escluso il numero stesso) è 449 < 981, è un numero difettivo.
- È un numero 29-gonale.
- È un numero 328-gonale.
- È un numero 35-gonale centrato.
- È un numero fortunato.
- È un numero odioso.
- È un numero palindromo e un numero ondulante nel sistema posizionale a base 13 (6A6) e in quello a base 28 (171).
- È parte delle terne pitagoriche (540, 819, 981), (981, 1308, 1635), (981, 4360, 4469), (981, 5900, 5981), (981, 17808, 17835), (981, 53460, 53469), (981, 160392, 160395), (981, 481180, 481181).

## Astronomia
- 981 Martina è un asteroide della fascia principale del sistema solare.
- NGC 981 è una galassia spirale della costellazione della Balena.

## Astronautica
- Cosmos 981 è un satellite artificiale russo.